# 佩特雷爾島 (南極洲)
佩特雷爾島是南極洲的島嶼，位於阿黛利地，處於羅斯唐島西北面，屬於地質學群島的一部分，長0.9公里，最高點海拔高度45米，由法國探險隊繪入地圖。
66°40′S 140°1′E / 66.667°S 140.017°E